# ری-بن
ری-بَن (به انگلیسی: Ray-Ban) سازنده و طراح عینک‌های آفتابی که در سال ۱۹۳۷ در آمریکا تأسیس شد. این عینک‌ها برای نیروی هوایی آمریکا تعبیه شدند. در سال ۱۹۹۹ کارخانه ری بن به ارزش ۶۴۰ میلیون دلار به شرکت ایتالیایی لوکساتیکا فروخته شد.